# Ursula Madrasch-Groschopp
Ursula Madrasch-Groschopp (* 15. Juli 1916 in Soldin; † 5. Februar 2004) war eine deutsche Publizistin und ab 1946 mit der Zeitschrift Die Weltbühne verbunden, deren stellvertretende Chefredakteurin sie bis 1976 war.

## Leben und Werk
Ursula Madrasch, geborene Vielbaum, war die Tochter eines Sparkassendirektors. Sie arbeitete unter anderem als Aushilfe in einer Soldiner Druckerei und eignete sich dabei Kenntnisse in Satz und Druck an.
Ihr Ehemann starb als Soldat der Wehrmacht im Zweiten Weltkrieg in der Sowjetunion. 1945 floh Ursula Madrasch mit ihrer fünfjährigen Tochter nach Ost-Berlin. In zweiter Ehe war sie ab 1965 mit dem Filmregisseur Richard Groschopp verheiratet, mit dem sie in Kleinmachnow lebte.
Kurz nachdem die Zeitschrift Die Weltbühne am 4. Juni 1946 in Berlin-Pankow erstmalig nach dem Ende des nationalsozialistischen Staats wieder erschienen war, wurde Ursula Madrasch unter Hans Leonhard Redaktionsassistentin. Sie war dann bis 1976 Stellvertretende Chefredakteurin und neben den wechselnden Chefredakteuren die prägende Persönlichkeit der Redaktion. 1983 veröffentlichte sie im Berliner Buchverlag Der Morgen als Ergebnis jahrelanger Recherchen das Buch Die Weltbühne. Porträt einer Zeitschrift. Ein Nachdruck erschien 1999 im Augsburger Bechtermünz/Weltbild Verlag. Der mit Fotos versehene Band stelle ein  „einmaliges Kompendium der Zeitschrift und ihrer Mitarbeiter zwischen 1905 und dem Neubeginn ab 1946“ dar, befand Jan Eik.
1984 war sie maßgeblich an der Organisation der Ausstellung zum 95. Geburtstag Carl von Ossietzkys in der Deutschen Staatsbibliothek beteiligt. Nach dem Ende der Weltbühne war sie gelegentliche Autorin der Zeitschrift Ossietzky.

## Nachruf
„Was sie auszeichnete, waren Zuverlässigkeit, Freundlichkeit und Klugheit, das unablässige Bemühen um guten Kontakt zu vorhandenen und die Gewinnung neuer Autoren, der anspruchsvolle Maßstab an die Qualität eingereichter Manuskripte, ihr ruhiges, vernünftiges, von jedem Eiferertum freies Urteil über Menschen und Zeiten, ihre unbedingte Treue zum Unternehmen Weltbühne , das so anständig wie möglich durch manche Stürme zu steuern, ein Ziel war, dem sie ihre ganze Kraft widmete.“
Fritz Klein. In: Ossietzky, Berlin, 4/2004

## Publikationen (unvollständig)
Monografie
- Die Weltbühne. Portrait einer Zeitschrift. 1. Auflage, Buchverlag Der Morgen, Berlin 1983.

als Herausgeberin
- Rudolf Arnheim: Zwischenrufe. Kleine Aufsätze aus den Jahren 1926–1940. Gustav Kiepenheuer Verlag, Leipzig und Weimar 1985
- Ossietzky. Ein Lesebuch für unsere Zeit. Aufbau-Verlag, Berlin und Weimar 1989, ISBN 978-3-7466-4501-8.
- Biographische Angaben und ein Kommentar. In: Helmut Reinhardt (Hrsg.): Nachdenken über Ossietzky. Verlag der Weltbühne v. Ossietzky & Co, Berlin, 1989, S. 69–88